# 梅尔特城
梅尔特城（Merta City），是印度拉贾斯坦邦Nagaur县的一个城镇。总人口40221（2001年）。

## 人口
该地2001年总人口40221人，其中男性21177人，女性19044人；0—6岁人口6560人，其中男3414人，女3146人；识字率60.24%，其中男性为71.67%，女性为47.52%。